# Ville Kantee
Ville Valtteri Kantee (* 8. Dezember 1978 in Joutseno) ist ein ehemaliger finnischer Skispringer und Co-Trainer der finnischen Skisprungnationalmannschaft.

## Werdegang
Er begann im Alter von acht Jahren mit dem Skispringen. 1994 zog er wegen der besseren Trainingsbedingungen ins ostfinnische Kuopio und startete dort für den Verein dieser Stadt, den Puijon Hiihtoseura.
1996 bestritt er im norwegischen in Lillehammer sein erstes Weltcupspringen und holte auch auf Anhieb Weltcuppunkte. Er konnte in seiner Karriere zwei Einzelweltcupsiege (1999 in Kuopio, 2001 in Willingen) erringen, zudem je zwei zweite und dritte Plätze; zweimal gewann er mit der finnischen Mannschaft (Willingen 2001, Lahti 2000). Kantee war insgesamt drei Mal für eine Nordische Ski-WM nominiert: 1997 in Trondheim (Norwegen), 1999 in der Ramsau (Österreich) und 2001 in Lahti (Finnland). Beim ersten Mal kam er allerdings nicht zum Einsatz. In Ramsau gelang es ihm nicht, eine Medaille zu gewinnen, im Einzel erreichte er den 13. Platz (Normalschanze) sowie den 30. Platz (Großschanze). Im Teamspringen auf der Großschanze landete die finnische Mannschaft auf dem 4. Platz. Zwei Jahre später verbesserte er sich in Lahti auf der Normalschanze auf den 10. Platz, auf der Großschanze landete er als Neunter einen Platz weiter vorn. Im Mannschaftsspringen gewann er mit der finnischen Mannschaft auf der Normal- wie auch auf der Großschanze jeweils Silber.
Seine ganze Karriere über plagten ihn schmerzhafte Rückenprobleme. Diese zwangen ihn im Jahre 2004, nach der dritten Bandscheibenschwellung, zum Karriereende im Alter von gerade einmal 25 Jahren.
Ab der Wintersaison 2006/07 arbeitete Kantee als Skitechniker für die finnische Skisprungnationalmannschaft und war von 2007 bis 2009 auch zusätzlich Skisprungtrainer des Nachwuchses in Kuopio. Seinem Ziel, Trainer zu werden, kam er näher, als er nach seinem Umzug nach Lahti im Sommer 2009 begann, das Training der Skispringer am dortigen Stützpunkt zu unterstützen. Nachdem er auch in der Nationalmannschaft immer mehr die Aufgaben eines Trainers übernehmen durfte, wurde er im Frühjahr 2010 schließlich als Co-Trainer von Pekka Niemelä, dem neuen Trainer der finnischen Skisprungnationalmannschaft, nominiert.
Kantees große Leidenschaft neben dem Skisport ist seit frühester Kindheit die Musik. Er singt und spielt Gitarre in der Rockband The Kroisos, zu der auch Jussi Hautamäki, Olli Happonen und Jarkko Saapunki gehören.

## Erfolge

### Weltcupsiege im Einzel
| Nr. | Datum             | Ort       | Typ         |
| --- | ----------------- | --------- | ----------- |
| 1.  | 28. November 1999 | Kuopio    | Großschanze |
| 2.  | 3. Februar 2001   | Willingen | Großschanze |

### Weltcupsiege im Team
| Nr. | Datum           | Ort       | Typ         |
| --- | --------------- | --------- | ----------- |
| 1.  | 25. Januar 2000 | Hakuba    | Großschanze |
| 2.  | 4. März 2000    | Lahti     | Großschanze |
| 3.  | 2. Februar 2001 | Willingen | Großschanze |

### Grand-Prix-Siege im Team
| Nr. | Datum          | Ort          | Typ           |
| --- | -------------- | ------------ | ------------- |
| 1.  | 5. August 2000 | Hinterzarten | Normalschanze |

### Continental-Cup-Siege im Einzel
| Nr. | Datum           | Ort    | Typ           |
| --- | --------------- | ------ | ------------- |
| 1.  | 24. Januar 1999 | Gallio | Normalschanze |

## Statistik

### Weltcup-Platzierungen
| Saison  | Platz | Punkte |
| ------- | ----- | ------ |
| 1996/97 | 20.   | 255    |
| 1997/98 | 54.   | 044    |
| 1998/99 | 28.   | 183    |
| 1999/00 | 06.   | 836    |
| 2000/01 | 17.   | 283    |
| 2001/02 | 63.   | 013    |

### Grand-Prix-Platzierungen
| Saison | Platz | Punkte |
| ------ | ----- | ------ |
| 1997   | 09.   | 120    |
| 1998   | 34.   | 021    |
| 1999   | 19.   | 042    |
| 2000   | 41.   | 016    |
| 2001   | 27.   | 056    |

### Schanzenrekorde
| Ort   | Land     | Weite               | aufgestellt am   | Rekord bis    |
| ----- | -------- | ------------------- | ---------------- | ------------- |
| Lahti | Finnland | 127,0 m (HS: 130 m) | 24. Februar 2001 | 15. März 2003 |